# Carlos García Palermo
Carlos Horacio García Palermo (* 2. Dezember 1953 in La Plata) ist ein argentinisch-italienischer Schachspieler. 
Er spielte für Argentinien bei der Schacholympiade 1986 und für Italien bei den Schacholympiaden 1992 und 2006. Außerdem nahm er an der Schach-Mannschaftsweltmeisterschaft 1985 teil. 
Bei der FIDE-Schachweltmeisterschaft 2004 schied er in der ersten Runde gegen Ye Jiangchuan aus.
In Deutschland spielte er für die SG Porz und den SV 03/25 Koblenz.
| Die zur Anzeige dieser Grafik verwendete Erweiterung wurde dauerhaft deaktiviert. Wir arbeiten aktuell daran, diese und weitere betroffene Grafiken auf ein neues Format umzustellen. (Mehr dazu) |